# Drivuša
Drivuša je naseljeno mjesto u sastavu općine Zenice, Federacija Bosne i Hercegovine, BiH. Nalazi se na zapadnoj obali rijeke Bosne, uz cestu M110/M17 i A1/E73. Ispred i iza Drivuše su mostovi preko rijeke Bosne. U Drivuši je željeznička postaja Drivuša i cestovna petlja Zenica - Jug.

## Upravna organizacija
Godine 1981. pripojena je naselju Zenici (Sl.list SRBiH 28/81 i 33/81)

## Povijest
U Drivuši su nađeni ostatci antičkog naselja i komunikacija.

## Stanovništvo
Prema popisu 1981. ovdje su živjeli:
- Srbi - 767
- Hrvati - 88
- Muslimani - 14
- Crnogorci - 12
- Jugoslaveni - 54
- ostali i nepoznato - 1
- UKUPNO: 936